# 1920 en Inde
Chronologie de l'Inde
- 1916
- 1917
- 1918
- 1919
- 1920
- 1921
- 1922
- 1923
- 1924

Cette page concerne les évènements survenus en 1920 en Inde  :

## Évènement
- Grippe espagnole en Inde (en) (1918-1920) (bilan estimé : 12 millions de morts, soit 5% de la population)
- Mouvement Akali (en), également appelé mouvement de réforme des gurdwaras, est une campagne visant à réformer les gurdwaras (les lieux de culte sikhs).
- 10 juin : Élections législatives.
- 1er août : Le Mahatma Gandhi lance le mouvement de non-coopération, dans le but d'assurer l'autonomie et d'obtenir l'indépendance totale de l'Inde.
- décembre : Fin de la campagne du Waziristan

## Cinéma
- La majorité des films muets réalisés dans le cinéma indien de tout le pays, y compris dans les États de l'Inde du Sud à l'exception du Kerala, ont un contexte mythologique. Les récits sont souvent tirés de l'épopée Mahabharata.
- Ardeshir Irani lance son premier studio, la Star Film Company.

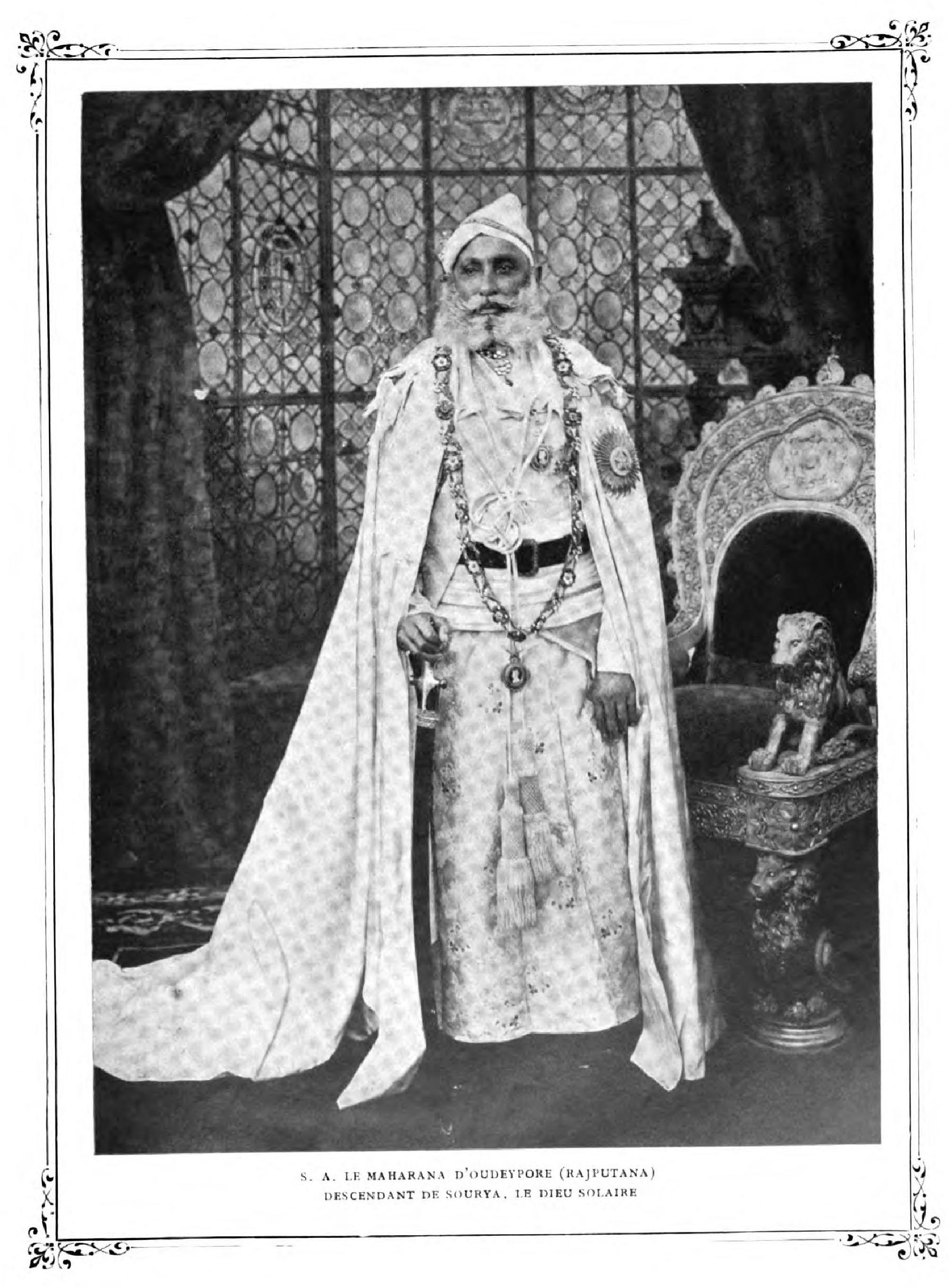
Page 25 du livre L’Inde mystérieuse : ses rajahs, ses brahmes, ses fakirs.

- sortie de film :
  - Nala and Damayanti
  - Shakuntala (en)

## Littérature
- L’Inde mystérieuse : ses rajahs, ses brahmes, ses fakirs de Robert Chauvelot.

## Sport
- 23 avril-12 septembre : Participation de l'Inde aux Jeux olympiques à Anvers